# Łysiczka serbska

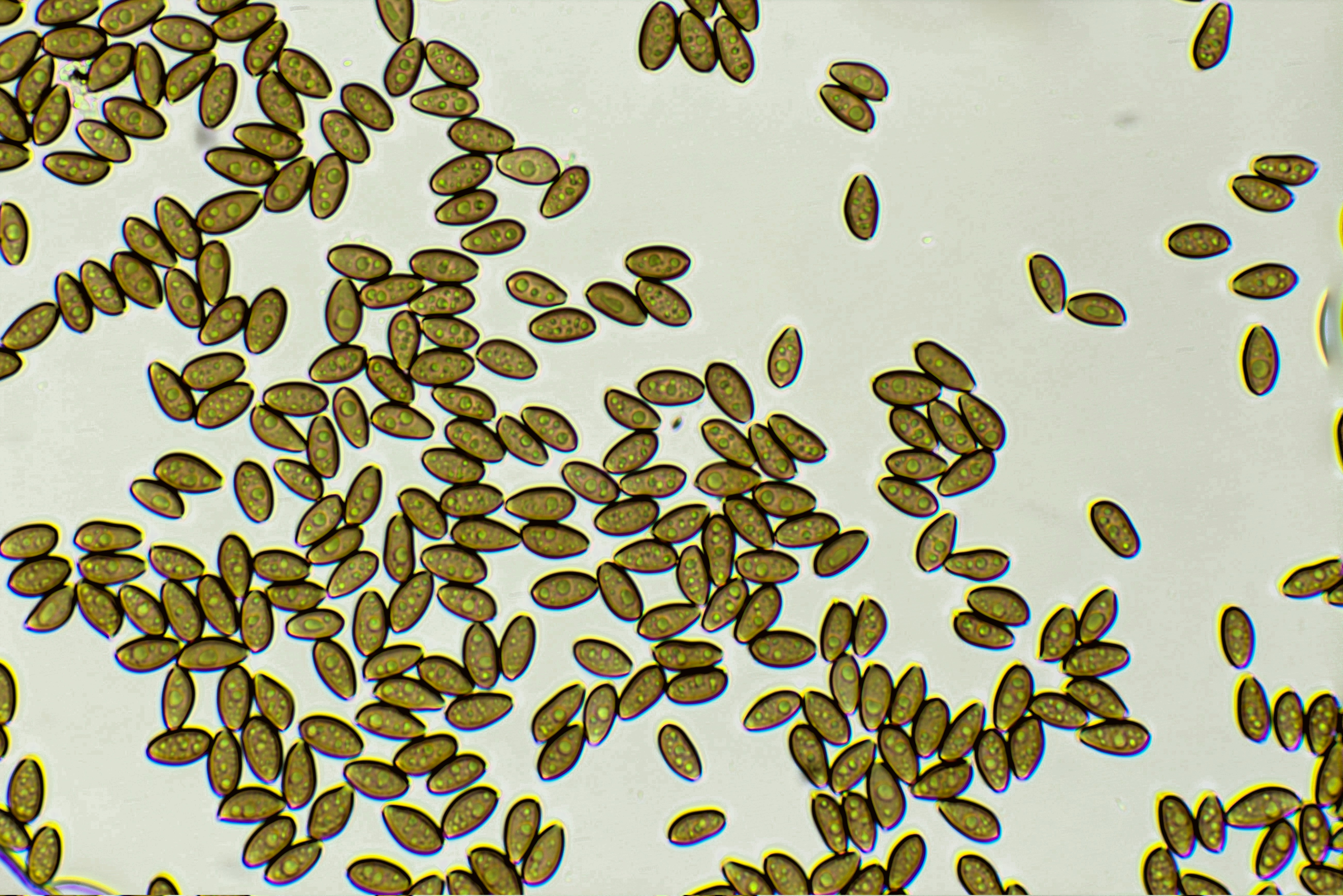
Zarodniki

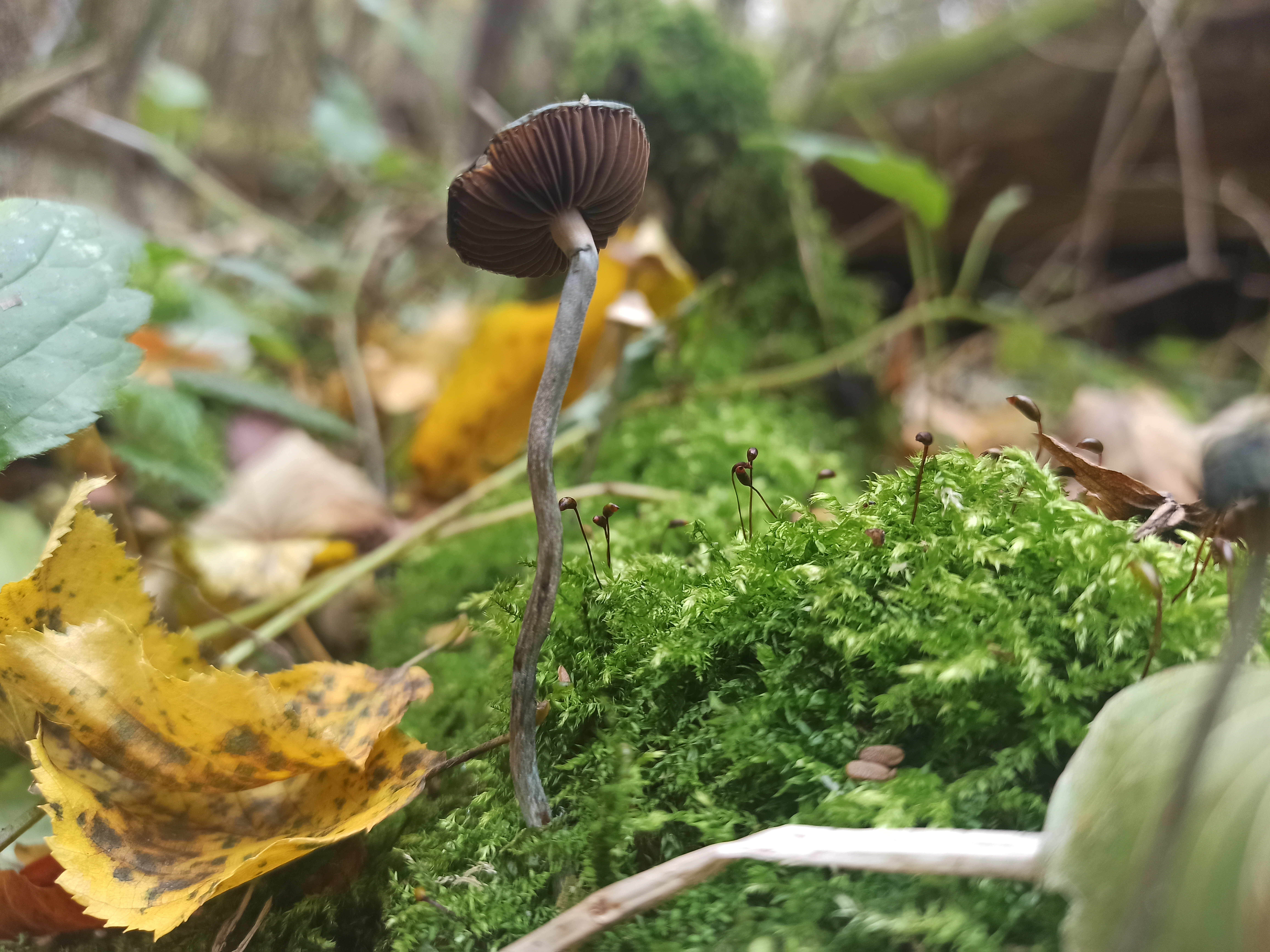

Łysiczka serbska (Psilocybe serbica M.M. Moser & E. Horak) – gatunek grzybów należący do rodziny Hymenogastraceae.

## Systematyka i nazewnictwo
Pozycja w klasyfikacji według Index Fungorum: Psilocybe, Hymenogastraceae, Agaricales, Agaricomycetidae, Agaricomycetes, Agaricomycotina, Basidiomycota, Fungi.
Po raz pierwszy opisali go w 1969 r. Meinhard Moser i Egon Horak pod bukami w Jugosławii i nadana przez nich nazwa jest aktualna. Synonimy:
- Psilocybe moravica var. sternberkiana Borov. 2006
- Psilocybe serbica f. sternberkiana (Borov.) Borov., Oborník & Noordel. 2011

Polską nazwę podał internetowy atlas grzybów.

## Morfologia
Kapelusz
Średnica do 2,5 cm, kształt początkowo tępo stożkowaty, później dzwonkowaty, na koniec płaski lub szeroko wypukły, często z niewielkim wgłębieniem lub tępym garbkiem i prążkowanym brzegiem. Jest higrofaniczny; w stanie wilgotnym nieco półprzezroczyście prążkowany, ale nie lepki, w stanie suchym płowobrązowy do brudno pomarańczowobrązowego i blado ochrowego. Powierzchnia naga, bez oddzielającej się galaretowatej błonki.
Blaszki
Średnio gęste, z kilkoma rzędami blaszeczek, przyrośnięte, często wyraźnie zbiegające na trzon, brzucate, początkowo szarawe, później jasnobrązowe do ciemno brązowofioletowych w stanie dojrzałym. Krawędzie jaśniejsze.
Miąższ
Białawy do kremowego, niebieszczejący po zgnieceniu lub przekrojeniu. Zapach słaby, trochę rzodkiewkowy, ale nigdy mączny, smak zazwyczaj gorzkawy.
Cechy mikroskopowe
Bazydiospory fioletowobrązowe, elipsoidalne, lekko spłaszczone i grubościenne z wyraźnymi porami rostkowymi. Podstawki maczugowate, 4-zarodnikowe ze sprzążką bazalną. Pleurocystydy liczne, kiełbaskowate, cheilocystydy też liczne, wrzecionowate do kiełbaskowatych, szkliste, z wydłużoną szyjką o długości 10–25 μm, bardzo wąsko cylindryczną. Trama blaszek regularna, zbudowana z cylindrycznych, szklistych strzępek. Skórka kapelusza typu ixocutis zbudowana z cylindrycznych, lekko splecionych strzępek, z żółtawym, wewnątrzkomórkowym pigmentem. Skórka w trzonie utworzona przez cylindryczne, szkliste, równoległe strzępki. Sprzążki obecne na strzępkach wszystkich części grzyba.

## Występowanie i siedlisko
Podano stanowiska w Europie i azjatyckich terenach Rosji. W Polsce po raz pierwszy jego stanowiska podali Maciejczyk i inni w 2015 r. Aktualne stanowiska podaje także internetowy atlas grzybów. Znajduje się w nim na liście gatunków zagrożonych i wartych objęcia ochroną.
Grzyb saprotroficzny. Owocniki pojawiają się stadnie na próchniejącym drewnie i glebach bogatych w materiał roślinny, zwykle w wilgotnych miejscach wzdłuż potoków, w lesie, na ścieżkach i ich poboczach, często wyłaniają się spod powalonych i próchniejących pni drzew. Często występuje w lasach w towarzystwie dębów, buków, klonów, jodły i innych iglastych drzew. Pojawia się także w długoletnich siedliskach paproci z dużą ilością próchniejących ich łodyg. Szczególnie duże owocniki wyrastają na siedliskach bogatych w azot, w towarzystwie takich roślin nitrofilnych jak pokrzywa, jeżyna.

## Zastosowanie
Jest grzybem psychoaktywnym i grzybem leczniczym. Zawiera związki chemiczne o potencjalnym zastosowaniu w medycynie i gospodarce leśnej. Od ponad 20 lat jest także grzybem uprawianym.